# Charles Plumet
Charles Plumet est un architecte, décorateur et céramiste français né à Cirey-sur-Vezouze, Meurthe-et-Moselle le 17 mai 1861, mort à Paris le 15 avril 1928.

## Biographie

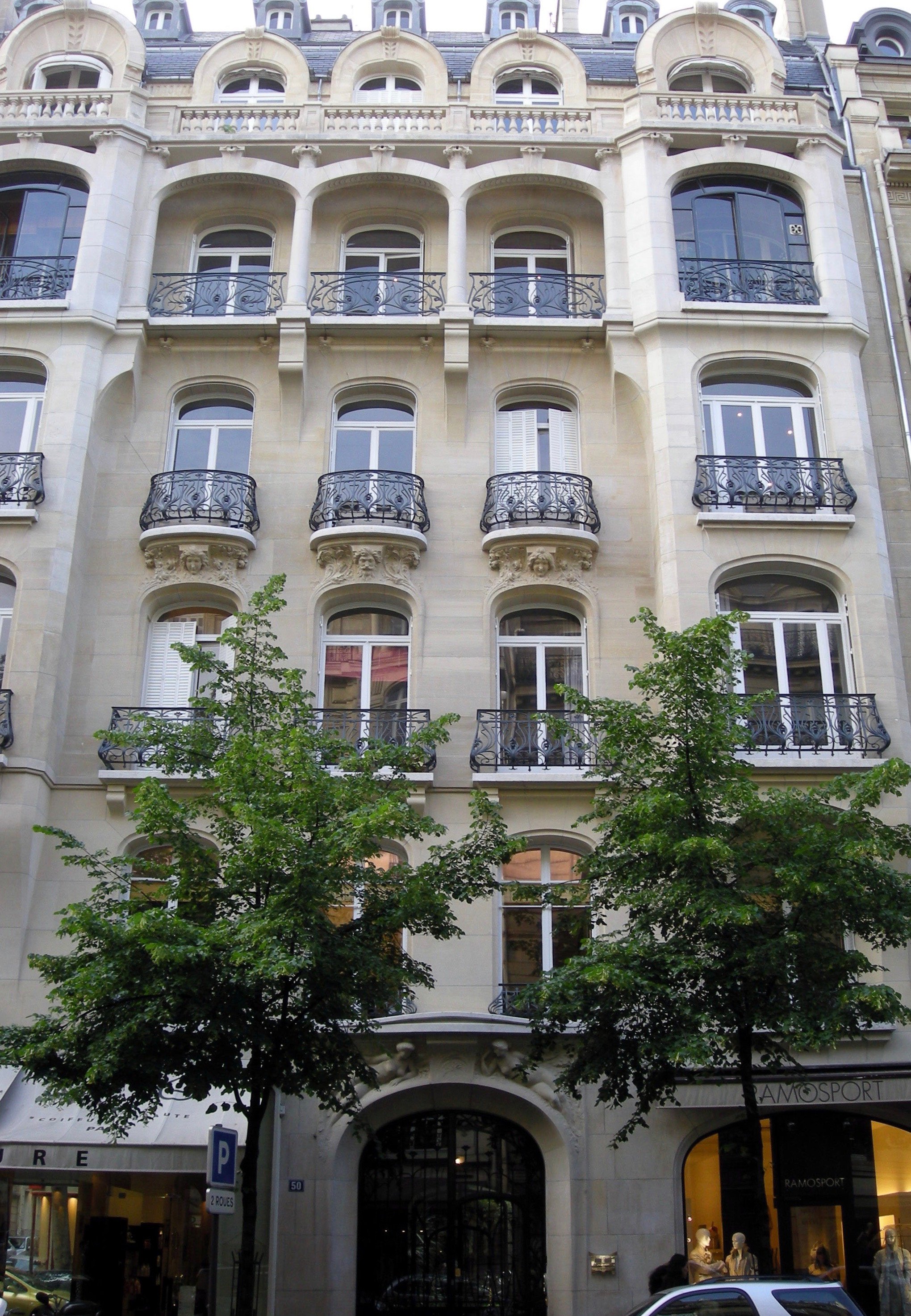
Hôtel particulier construit 50 avenue Victor-Hugo Paris en 1901.

Charles Plumet est, avec Tony Selmersheim, l'un des fondateurs en 1896 du Groupe des cinq, qui devint ensuite L'Art dans Tout, et qui eut sa part dans l'élaboration de l'Art nouveau. Céramiste et décorateur, il aménage à Paris de nombreuses boutiques, livre des hôtels particuliers et réalise plusieurs immeubles collectifs.
En 1925, il est nommé architecte en chef de l'exposition des Arts décoratifs, où il s'oppose fermement aux interventions de Le Corbusier.
Il est longtemps considéré comme le chef de file de l’Art nouveau parisien.
Nommé chevalier de la Légion d'honneur en 1900, promu officier en 1912, il est promu commandeur en 1926.
Il est inhumé auprès de sa femme Marie, de ses beaux-parents, F.-G. et Marie Obrecht, et probablement de son beau-frère, Carl Obrecht, au cimetière ancien de Puteaux, sous un cube de béton brut, particulièrement sobre.

## Réalisations

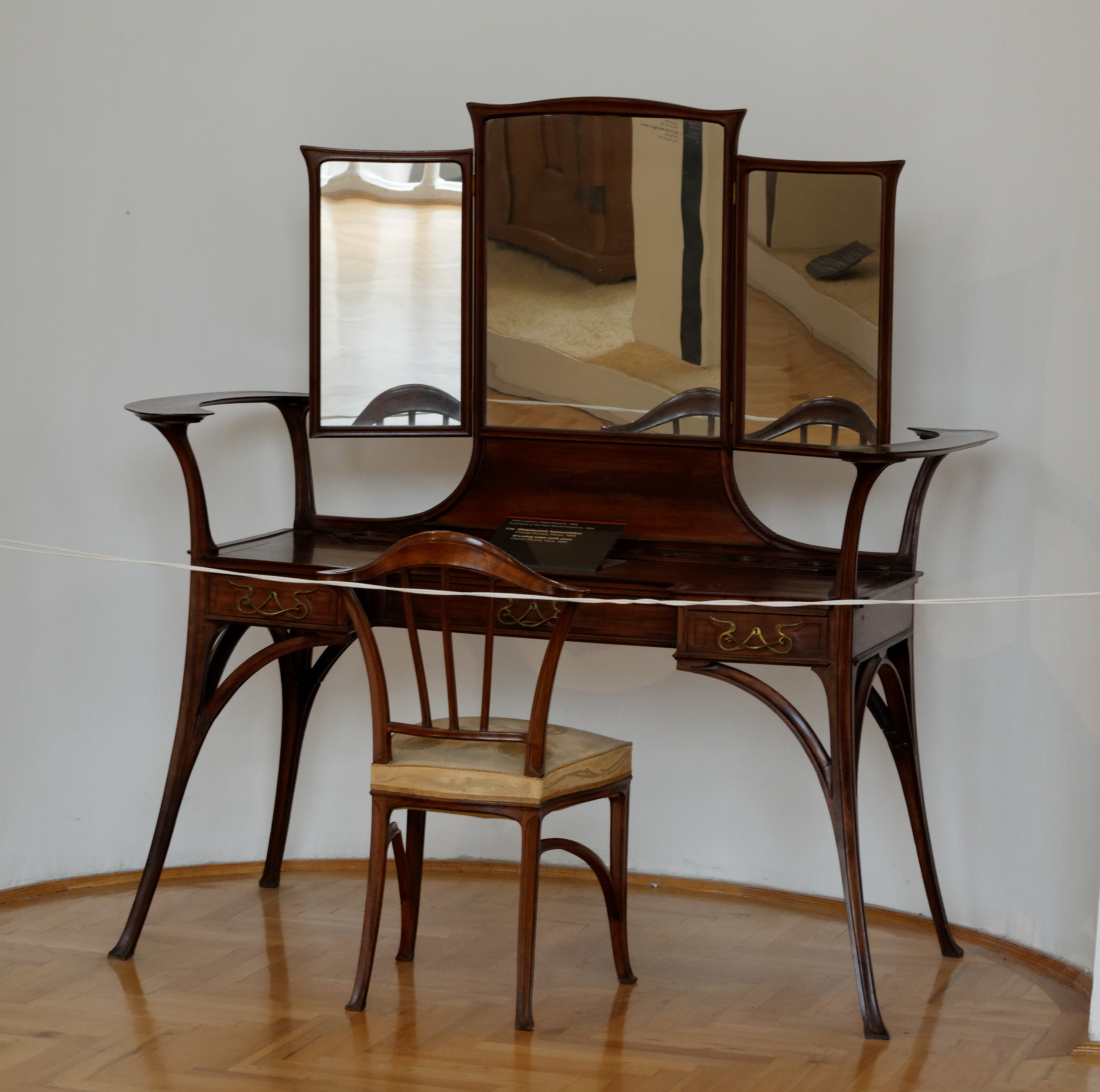
Coiffeuse avec chaise, 1896, musée des arts décoratifs de Budapest.

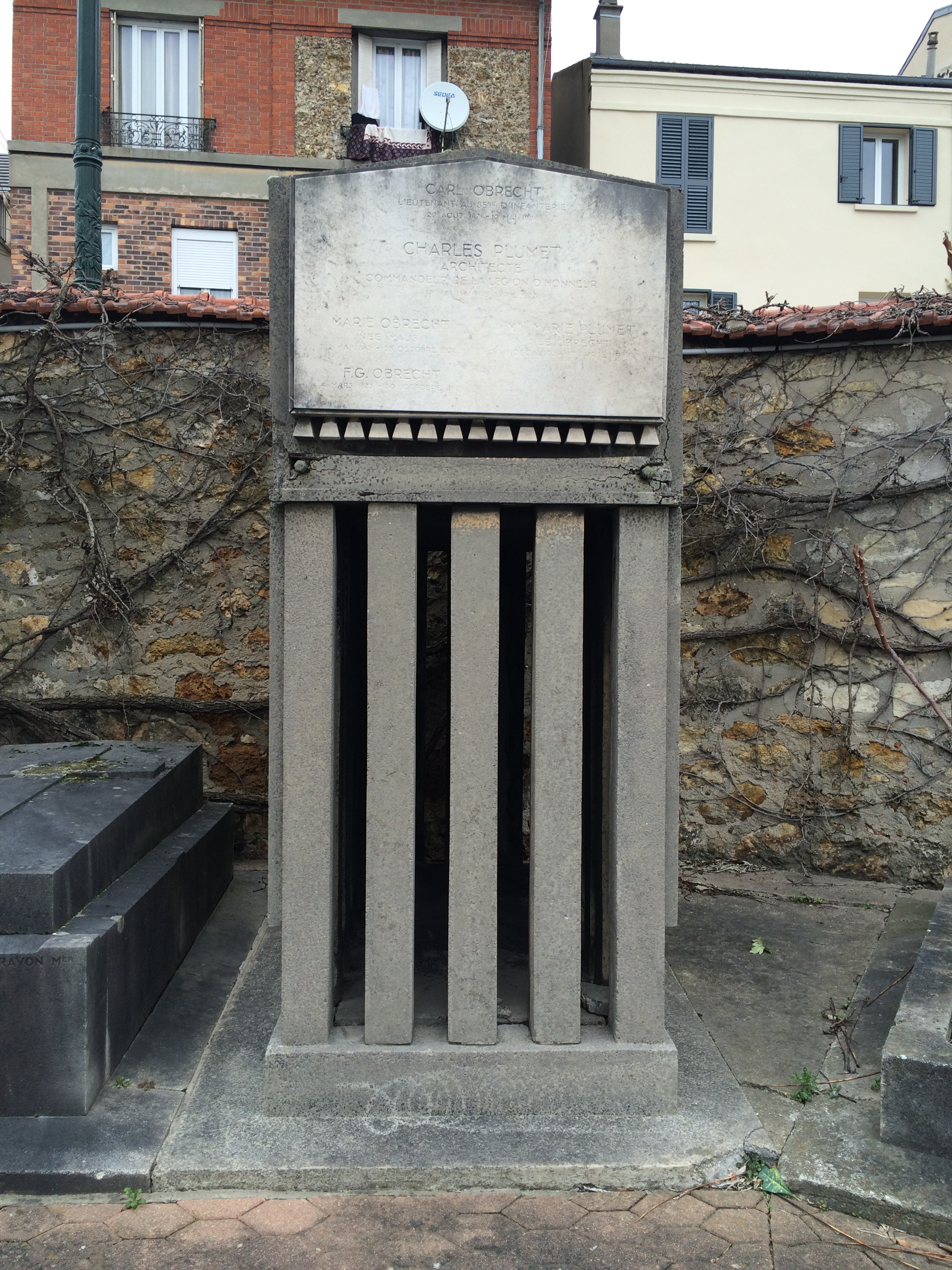
Tombe de Charles Plumet au cimetière ancien de Puteaux (Hauts-de-Seine).

Charles Plumet réalise les gares des stations Pelleport, Saint-Fargeau et Porte des Lilas de la ligne 3 du métro de Paris, actuelle ligne 3 bis. Elles sont construites en surface en béton armé et en ciment de Grenoble, et sont ornées de céramiques de Gentil & Bourdet.
Il édifie également un atelier pour le sculpteur Joseph Bernard dans un style tendant plus vers le classicisme que le modernisme. Le bâtiment est doté d’une corniche dans laquelle est enchâssée La Frise de la Danse, une des œuvres maîtresses de Joseph Bernard, commencée en 1912. L'édifice appartient aujourd'hui à la ville de Boulogne-Billancourt à la suite d'une donation de la famille.
- 36, rue de Tocqueville, Paris (1897)
- 39, avenue Victor-Hugo, Paris (1905)
- 50, avenue Victor-Hugo, Paris (1901). Le musée Dapper se trouvait dans la cour.
- 21, rue Octave-Feuillet, Paris (1908),
- 31-33, rue du Louvre Maison Reifenberg et Cie (1914),
- 10, rue d'Aboukir, Maison Reifenberg et Cie à Paris (1914). Ateliers, bureaux et boutiques de tissus.
- 3-7 rue Raffet, Paris (1929). Belles portes.

## Exposition
- Au sein du Salon d'automne de 1928, eut lieu une exposition rétrospective des travaux de cet architecte.

## Distinctions
- Officier d'académie (1895)
- Commandeur de la Légion d'honneur (1926)